# グロージオン
グロージオン・コンサルティング・グループ （英: Glogion Consulting Group、略称: Glogion, GCG, グロージオン) は、2005年に小山田真が設立された、アメリカ合衆国ロサンゼルスに本社を置くコンサルティング会社。
日米間を中心に、アメリカのベンチャー企業や国内の様々な業種の大手・中小企業を対象に、海外進出戦略及び海外ブランディング戦略などの事業を実施。

## 概要
2005年に、シンカ・プロダクションズ株式会社 (Shinca Productions, Inc) として設立。設立当時は、ハリウッド映画やテレビ番組の制作プロダクション業務及びエンターテインメントに関するコンサルティング業務を開始。
2014年、事業内容を拡大するため、エンターテイメントのコンテツ制作事業をシンカ・エンターテインメントとして切り分け分社化し、シンカ・エンタープライズ, LLC（Shinca Enterprise, LLC）に会社名を変更。シンカ・ホールディングス株式会社の子会社として、コンサルティング業務を拡大。
イオンモール株式会社の北米アドバイザーとして、コンサルティング契約を締結。北米のベンチャー企業を始め新規事業を当社へ仲介・紹介。世界32カ国に1000を超える店舗を出店しているザ・コーヒービーン & ティーリーフ社の日本進出に関与。北米においてイオンエンターテイメント株式会社と取引。
2020年に、シンカ・インターナショナルへ会社名を変更。イオンモール株式会社の北米アドバイザーとして、コンサルティング契約を再締結。
2024年に、Glogion Consulting Group（グロージオン・コンサルティング・グループ）へ会社名変更。